# Varga Sándor (labdarúgó, 1950)
Varga Sándor (Dejtár, 1950. október 22. –) bajnoki bronzérmes labdarúgó, hátvéd.

## Pályafutása
1970 és 1980 között a Salgótarjáni BTC labdarúgója volt. 1970. március 8-án mutatkozott be az élvonalban a Pécsi Dózsa ellen, ahol csapata 2–0-s vereséget szenvedett. Az élvonalban 221 bajnoki mérkőzésen szerepelt és 12 gólt szerzett. Részese volt a Salgótarjáni BTC legnagyobb sikerének, az 1971–72-es bajnoki bronzérem megszerzésének.

## Sikerei, díjai
- Magyar bajnokság
  - 3.: 1971–72